# Schepenlift

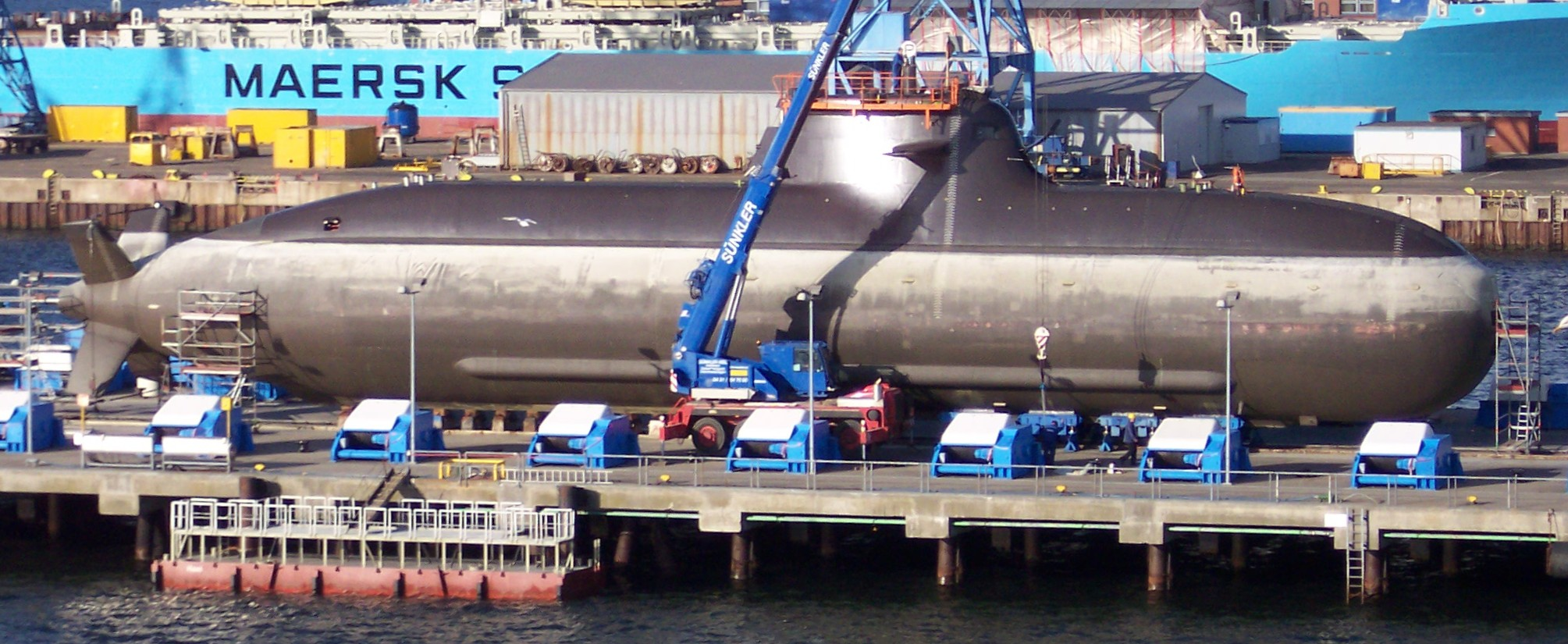
Onderzeeboot op schepenlift bij Howaldtswerke-Deutsche Werft in Kiel

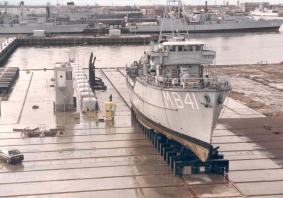
Mijnenveger verlaat de schepenlift op Rijkswerf Den Helder

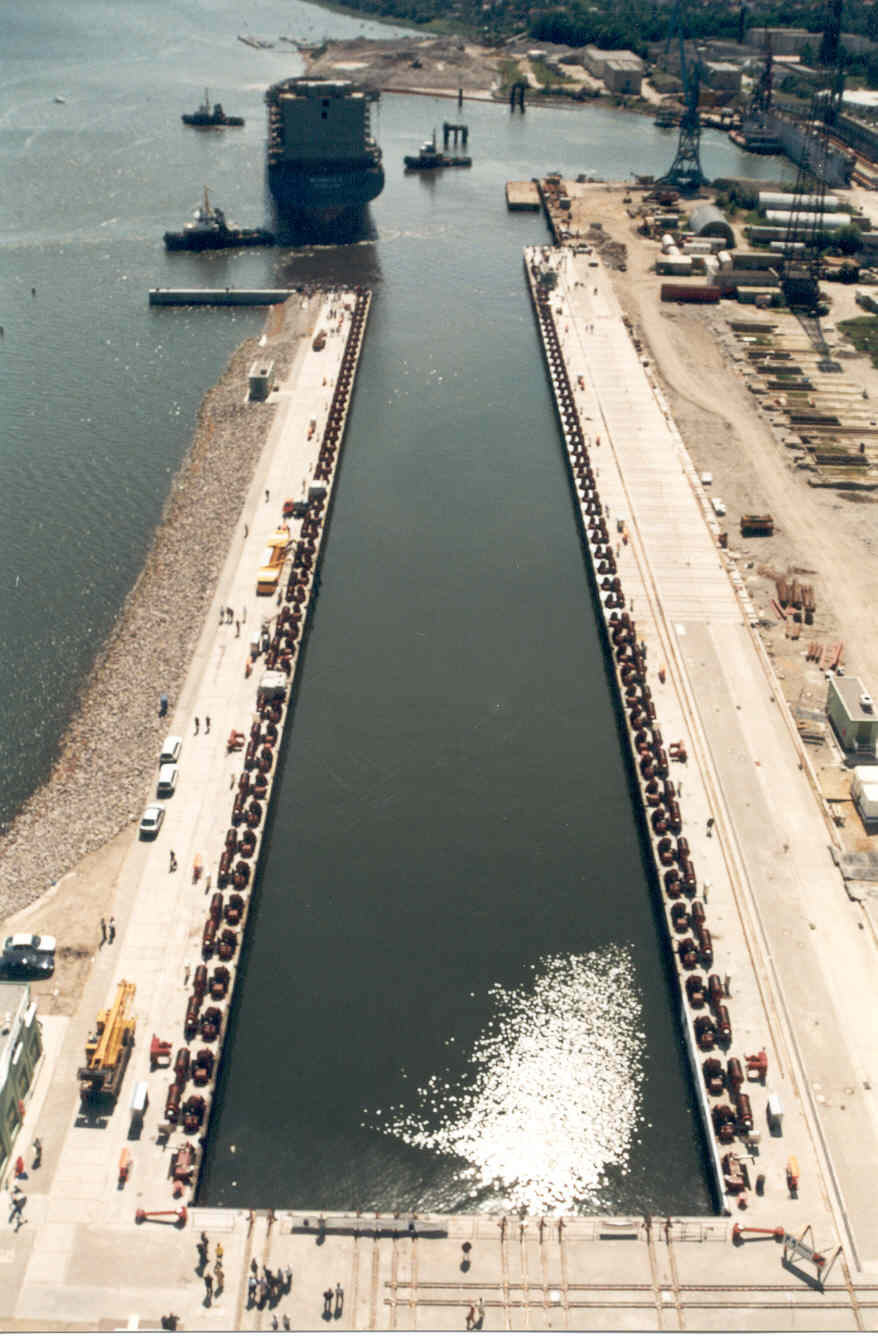
Schepenlift Volkswerft te Stralsund

Een schepenlift, niet te verwarren met een scheepslift (soort sluis), is een moderne manier om schepen droog te zetten en weer te water te laten. Als zodanig is een schepenlift een alternatief voor een droogdok, een drijvend dok of een helling. Een schepenlift wordt gebruikt op een scheepswerf. De meeste schepenliften worden tegenwoordig geclassificeerd of gecertificeerd door LRoS en worden dan Mechanical Lift Dock genoemd.

## Werking
Om schepen uit het water te halen bestaan diverse mogelijkheden. Kleine schepen worden door middel van een kraan uit het water getild. De schepenlift is geschikt voor grotere schepen tot zo’n 25.000 ton. Schepen kunnen ook op een scheepshelling uit het water worden getrokken of in een droogdok drooggezet.
Een schepenlift bestaat uit een platform dat aan een aantal liersystemen hangt. Het platform wordt afgezonken; vervolgens vaart het schip boven het platform, het wordt gepositioneerd, en het platform met schip wordt omhoog getrokken. Het te water laten van het schip geschiedt in omgekeerde volgorde. Meestal bevindt zich tussen schip en platform een transportsysteem, zodat de schepen van het platform naar het parkeerterrein kunnen worden verplaatst. Omdat schepen die op een schepenlift gedokt worden, door middel van een transportsysteem op bepaalde plaatsen op het werfterrein kunnen worden geplaatst, kan één schepenlift in theorie een oneindig aantal parkeerplaatsen bedienen. Dit betekent dat in dergelijke gevallen de kosten per reparatieplaats erg laag zijn. Voorwaarde is dan uiteraard wel dat er voldoende aanbod is van te repareren schepen.

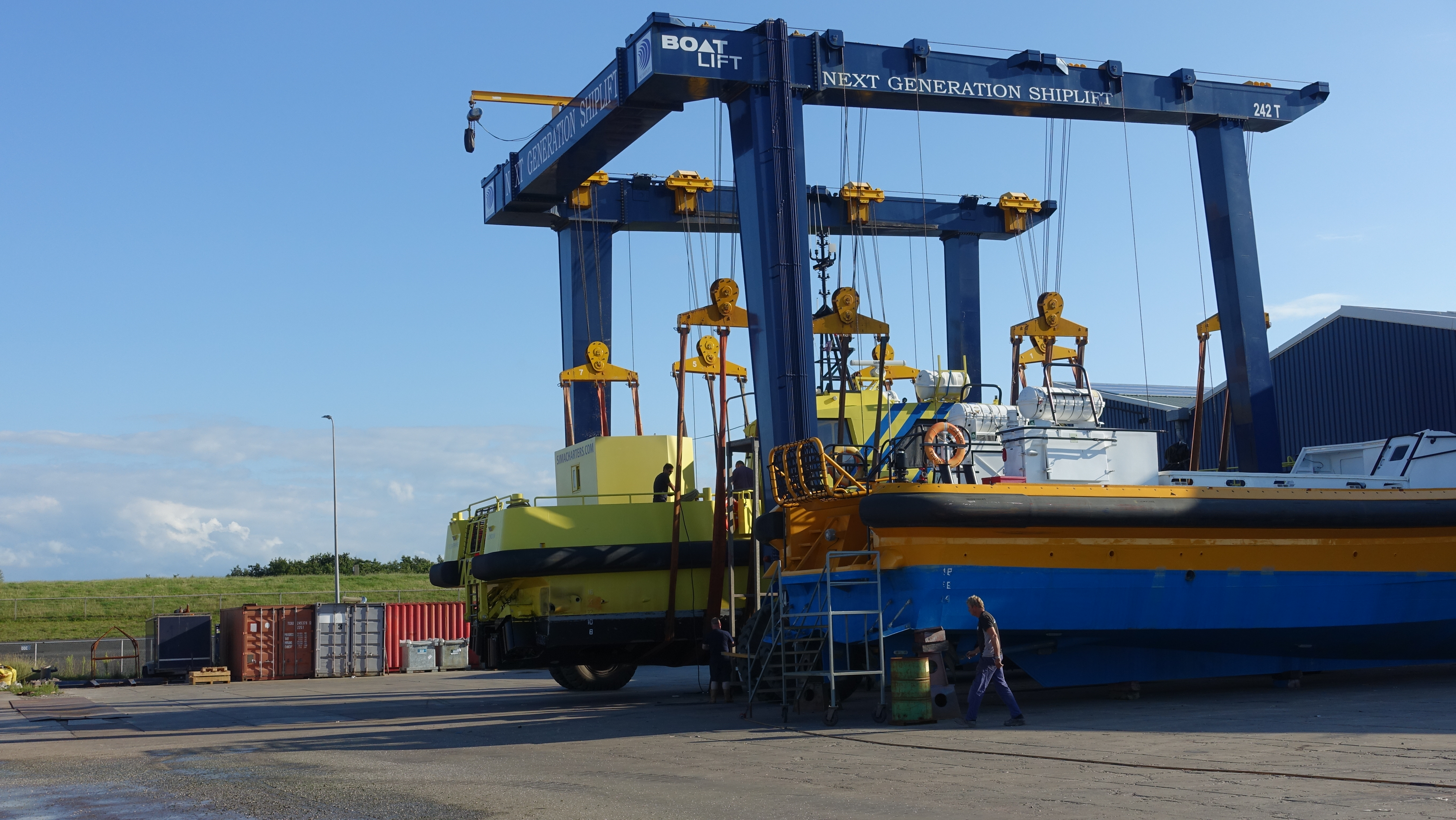
Lift in Lauwersoog, met daarvoor een ander schip.

Een andere constructiewijze is die van de travel lift . Daarmee wordt een schip omhoog gehesen. In Lauwersoog stond in 2021 zo'n lift, met een hijsvermogen van 242 ton.

## Gebruik
Naar schatting zijn er wereldwijd 300 schepenliften in bedrijf, waarvan het merendeel gebouwd is in de jaren 1965-1985. Hoewel ook steeds meer werven die koopvaardijschepen bouwen en repareren, overgaan tot het installeren van een schepenlift, hebben vooral werven die zich bezighouden met de bouw en het onderhoud van marineschepen een schepenlift tot hun beschikking. In Nederland zijn zes tot acht schepenliften in bedrijf, onder andere in Sliedrecht, Alblasserdam, Rotterdam, Werkendam, Den Helder, Amsterdam en Harlingen.
Werven die nu nog beginnen met de bouw van bijvoorbeeld onderzeeboten, gebruiken bijna zonder uitzondering een schepenlift. Een onderzeeboot is een bijzonder stijf geheel en kan daarom moeilijk veilig ondersteund worden op het droge. Bij plaatselijke overbelasting van een ondersteuning kan de rondheid van de romp worden verstoord en dat heeft desastreuze gevolgen voor de maximale waterdruk (en dus de duikdiepte). Op een schepenlift zijn de ondersteuningskrachten op de onderzeeboot tijdens het droogzetten en tewaterlaten volledig controleerbaar en is de ondersteuning daarom veilig.
De grootste schepenlift ter wereld is gebouwd in het Duitse Stralsund bij de Volkswerft. Deze lift heeft een afmeting van 275 × 34,5 meter en een capaciteit van 24.000 ton. De lift is geschikt voor het dokken van schepen van Panamax grootte. Deze lift is in 1996-1997 gebouwd door het Nederlandse bedrijf Rexroth Hydraudyne S&E (tegenwoordig Bosch Rexroth.
Wereldwijd houden vier bedrijven zich bezig met het ontwerp en de levering van schepenliften. Naast het Nederlandse Bosch Rexroth en het Amerikaanse bedrijf Pearlson Engineering, sinds 1989 een onderdeel van Rolls-Royce plc, zijn twee Duitse firma's in deze markt actief.